# سیارک ۱۲۰۳

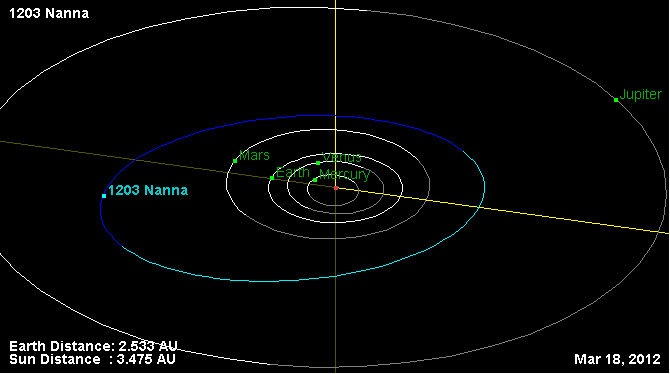
نمایی از محل قرارگیری سیارک ۱۲۰۳ در مدار – ۲۰۱۲

سیارک ۱۲۰۳ (به انگلیسی: 1203 Nanna، نامگذاری:1931TA) هزار و دویست و سومین سیارک کشف شده‌است که در ۵ اکتبر ۱۹۳۱ و در هایدلبرگ کشف شد.
قدر مطلق سیارک برابر ۱۱٫۲۰ است.